# Arabideae
Arabideae je tribus krstašica sa 20 rodova iz Sjeverne i Južne Amerike, Euroazije i Afrike.
Arabideae su jednogodišnje i dvogodišnje raslinje i trajnice, rijetko manji grmovi.

## Rodovi
1. Baimashania Al-Shehbaz (2 spp.)
2. Sinoarabis R. Karl, D. A. German, M. Koch & Al-Shehbaz (1 sp.)
3. Pseudodraba Al-Shehbaz, D. A. German & M. Koch (1 sp.)
4. Parryodes Jafri (1 sp.)
5. Botschantzevia Nabiev (1 sp.)
6. Arcyosperma O. E. Schulz (1 sp.)
7. Borodiniopsis D. A. German, M. Koch, R. Karl & Al-Shehbaz (1 sp.)
8. Scapiarabis M. Koch, R. Karl, D. A. German & Al-Shehbaz (4 spp.)
9. Aubrieta Adans. (20 spp.)
10. Arabis L. (97 spp.)
11. Hurkaea Al-Shehbaz, M. Koch, R. Karl & D. A. German (2 spp.)
12. Pachyneurum Bunge (1 sp.)
13. Dendroarabis (C. A. Mey. & Bunge) D. A. German & Al-Shehbaz (1 sp.)
14. Schivereckia Andrz. ex DC. (2 spp.)
15. Drabella (DC.) Fourr. (1 sp.)
16. Draba L. (409 spp.)
17. Petrocallis W. T. Aiton (1 sp.)
18. Athysanus Greene (2 spp.)
19. Tomostima Raf. (6 spp.)
20. Abdra Greene (2 spp.)